# I Don't Care (canción de Ed Sheeran y Justin Bieber)
«I Don't Care» es una canción interpretada por el músico y cantautor británico Ed Sheeran y el cantante canadiense Justin Bieber. Fue lanzada el 10 de mayo de 2019 a través de Warner Music. Sheeran anunció la canción a través de su cuenta de Instagram el 5 de mayo de 2019, y Bieber compartió una parte de la canción al día siguiente, antes de que ambos anunciaran el título completo y la fecha de lanzamiento la canción el 7 de mayo.

## Antecedentes
Anteriormente los dos cantautores habían colaborado juntos coescribiendo la canción «Love Yourself» de Bieber en 2015, y también en la composición de «Cold Water» de Major Lazer en 2016, donde Bieber también colaboró vocalmente.

## Promoción
Tanto Sheeran como Bieber compartieron publicaciones relacionadas con un próximo lanzamiento musical en sus respectivas cuentas de redes sociales. Bieber inicialmente tuiteó las palabras "Gran fan" a Sheeran en Twitter, y varios días después, publicó fotos de él y Sheeran vistiendo camisas hawaianas y de pie frente a una pantalla verde. Bieber también publicó una edición de las fotos, con él por detrás de Sheeran adjuntando como título el número 10 en la publicación. Varios días después, publicó el número 7 contra un fondo negro, y al día siguiente tuiteó el número 6, lo cual conformó una cuenta regresiva que tenía como fin el 10 de mayo. El mismo día, Sheeran y Bieber también compartieron una encuesta en sus respectivas cuentas de Instagram, preguntando a los seguidores "¿quieres música nueva?" con las opciones de respuesta "Sí", "No" e "Idc".
El 5 de mayo, Sheeran compartió un breve clip de la canción en su Instagram y dijo que tenía música nueva para lanzar, antes de mostrar su computadora y reproducir un archivo llamado "idc_v10.05.wav". Más tarde, Bieber mostró de una parte del mismo archivo en su Instagram, confirmando su participación y etiquetando a Sheeran con el título "viernes". El título completo y la fecha de lanzamiento se anunciaron formalmente en las redes sociales de ambos artistas el 7 de mayo.

## Posicionamiento en listas
| País            | Listas                                      | Mejor posición |
| 2019            | 2019                                        | 2019           |
| --------------- | ------------------------------------------- | -------------- |
| Argentina       | Argentina Hot 100 (Billboard)               | 24             |
| Alemania        | Official German Charts                      | 2              |
| Australia       | Australia (ARIA)                            | 1              |
| Austria         | Ö3 Austria Top 40                           | 1              |
| Bélgica         | Ultratop 50 Flanders                        | 2              |
| Bélgica         | Ultratop 50 Wallonia                        | 2              |
| Bolivia         | Monitor Latino                              | 4              |
| Brasil          | Brasil (Crowley Charts)                     | 49             |
| Bulgaria        | Bulgaria (PROPHON)                          | 1              |
| China           | China Airplay/FL (Billboard)                | 1              |
| Colombia        | National-Report                             | 18             |
| Corea del Sur   | South Korea (Gaon)                          | 67             |
| Croacia         | Croatia (HRT)                               | 1              |
| Dinamarca       | Denmark (Tracklisten)                       | 1              |
| Escocia         | Scotland (Official Charts Company)          | 1              |
| Eslovaquia      | Radio Top 100                               | 2              |
| Eslovaquia      | Singles Digitál Top 100                     | 1              |
| Eslovenia       | Slovenia (SloTop50)                         | 1              |
| España          | Spain (PROMUSICAE)                          | 8              |
| España          | Los40 España                                | 1              |
| España          | Bucle Top 20                                | 1              |
| Estados Unidos  | US Billboard Hot 100 (Billboard)            | 2              |
| Estados Unidos  | US Adult Contemporary (Billboard)           | 10             |
| Estados Unidos  | US Adult Top 40 (Billboard)                 | 1              |
| Estados Unidos  | US Dance/Mix Show Airplay (Billboard)       | 1              |
| Estados Unidos  | US Dance Club Songs (Billboard)             | 28             |
| Estados Unidos  | US Mainstream Top 40 (Billboard)            | 1              |
| Estados Unidos  | US Rhythmic (Billboard)                     | 19             |
| Estados Unidos  | US Rolling Stone Top 100                    | 1              |
| Estonia         | Estonia (Eesti Tipp-40)                     | 2              |
| Francia         | France (SNEP)                               | 5              |
| Finlandia       | Finland (Suomen virallinen lista)           | 1              |
| Grecia          | Greece International Digital Singles (IFPI) | 1              |
| Hungría         | Hungary (Rádiós Top 40)                     | 11             |
| Hungría         | Hungary (Single Top 40)                     | 1              |
| Hungría         | Hungary (Stream Top 40)                     | 2              |
| Italia          | Italy (FIMI)                                | 1              |
| Irlanda         | Ireland (IRMA)                              | 1              |
| Islandia        | Iceland (Tonlist)                           | 1              |
| Israel          | Israel (Media Forest)                       | 1              |
| Japón           | Japan Hot 100 (Billboard)                   | 10             |
| Letonia         | Letonia (Latvijas Top 40)                   | 1              |
| Luxemburgo      | Luxembourg Digital Songs (Billboard)        | 1              |
| Malasia         | Malaysia (RIM)                              | 1              |
| México          | Mexico Inglés Airplay (Billboard)           | 1              |
| Noruega         | Norway (VG-lista)                           | 1              |
| Nueva Zelanda   | Hot Singles (RMNZ)                          | 2              |
| Países Bajos    | Netherlands (Dutch Top 40)                  | 2              |
| Países Bajos    | Netherlands (Mega Top 50)                   | 1              |
| Países Bajos    | Netherlands (Single Top 100)                | 1              |
| Polonia         | Poland (Polish Airplay Top 100)             | 3              |
| Portugal        | Portugal (AFP)                              | 1              |
| Reino Unido     | UK Singles (Official Charts Company)        | 1              |
| República Checa | Rádio Top 100                               | 1              |
| República Checa | Singles Digitál Top 100                     | 1              |
| Rumania         | Romania (Airplay 100)                       | 2              |
| Rusia           | Russia Airplay (Tophit)                     | 2              |
| Singapur        | Singapore (RIAS)                            | 3              |
| Suecia          | Sweden (Sverigetopplistan)                  | 1              |
| Suiza           | Schweizer Hitparade                         | 1              |

## Certificaciones
| País          | Organismo certificador | Certificación | Ventas certificadas | Ref.   |
| ------------- | ---------------------- | ------------- | ------------------- | ------ |
| Alemania      | BVMI                   | Oro           | 200 000             | [ 66 ] |
| Australia     | ARIA                   | 3x Platino    | 210 000             | [ 67 ] |
| Austria       | IFPI                   | Platino       | 30 000              | [ 68 ] |
| Bélgica       | BEA                    | Platino       | 40 000              | [ 69 ] |
| Canadá        | Music Canada           | 4x Platino    | 320 000             | [ 70 ] |
| Dinamarca     | IFPI                   | Platino       | 90 000              | [ 71 ] |
| España        | PROMUSICAE             | Platino       | 40 000              | [ 72 ] |
| Francia       | SNEP                   | Oro           | 100 000             | [ 73 ] |
| Italia        | FIMI                   | 2x Platino    | 100 000             | [ 74 ] |
| Nueva Zelanda | Music Canada           | Platino       | 30 000              | [ 75 ] |
| Reino Unido   | BPI                    | Platino       | 600 000             | [ 76 ] |
| Suiza         | GLF                    | Platino       | 20 000              | [ 77 ] |

## Historial de lanzamiento
| Región | Fecha              | Formato                    | Discográfica                                           |
| ------ | ------------------ | -------------------------- | ------------------------------------------------------ |
| Mundo  | 10 de mayo de 2019 | Descarga digital Streaming | Def Jam Recordings Atlantic Records UK Warner Music UK |